# Alien Tort Statute
La Alien Tort Statute o ATS (Estatuto de reclamación por agravios contra extranjeros) 28 U.S.C. §1350, también conocido como Alien Tort Claims Act o ATCA (Ley de reclamación por agravios contra extranjeros) es una sección del Código de los Estados Unidos que enuncia: “Las Cortes Federales de Distrito de Estados Unidos tendrán jurisdicción original en toda acción civil entablada por un extranjero por un agravio solamente, cometido en violación del Derecho de Gentes o de un tratado de los Estados Unidos”. 

## Doctrina jurídica
Según Edward Peters, "el estatuto permite a un extranjero iniciar una acción civil contra otro en los tribunales federales de Estados Unidos por un delito cometido fuera de Estados Unidos, si tal delito es una violación de las leyes de la nación o de un tratado específico del que EE UU sea signatario. Entre 1979 y 1983, tal pleito fue entablado por la familia de una víctima paraguaya de la tortura contra el torturador paraguayo... [en el que] el demandante ganó el caso en la apelación, creando así un precedente para el uso futuro del estatuto contra otros torturadores y tal vez ofreciendo el Alien Tort Statute como modelo para otros países con similar disposición a proteger a víctimas de la tortura".

## Historia
La ATS forma parte de la Ley judicial de 1789. Hay muy poco historia legislativa referente a esta acta, y su significado original y propósito son desconocidos. Sin embargo, los estudiosos han conjeturado que actuaría para asegurar a gobiernos extranjeros que los Estados Unidos actuarían para prevenir y remediar violaciones del derecho internacional consuetudinario, especialmente aquellas concernientes a diplomáticos y comerciantes.

## Jurisprudencia moderna y asuntos legales

### Filartiga v. Pena-IralaySosa v. Alvarez-Machain
En Filartiga, dos ciudadanos paraguayos residentes en los Estados Unidos, representados por el Centro de Derechos constitucionales, presentaron una demanda contra un ex jefe de policía paraguayo que también estaba viviendo en USA. Los demandantes alegaron que el acusado había torturado y asesinado a un miembro de su familia y se asumió la competencia bajo la ATS. La corte de distrito lo desestimó por falta de competencia, al considerar que la "Ley de naciones no regula el tratamiento de estado de sus propios ciudadanos. El Segundo Circuito de Cortes de Apelaciones de Estados Unidos revirtió la desestimación, manteniendo que la ley de naciones contemporánea se ha expandido para prohibir la tortura sancionada por un estado. La corte falló que los tratados multilaterales y las prohibiciones nacionales sobre la tortura evidencian una práctica estatal consistente de proscribir tortura oficial. El tribunal también determinó que las declaraciones de las Naciones Unidas como la Declaración Universal de Derechos Humanos manifiestan una expectativa de adherencia a la prohibición de tortura oficial. Así mismo, también declaró que el derecho a estar libre de tortura se había convertido en un principio de derecho internacional consuetudinario. Sin embargo, uno de los jueces de la audiencia del caso escribió más tarde que “no debe ser malinterpretado ni exagerado para respaldar la constatación de que todas (o casi todas) las normas internacionales de derechos humanos que se encuentran en la Declaración Universal o en los tratados internacionales de derechos humanos han madurado en el derecho internacional consuetudinario aplicable en los tribunales nacionales”.
En 2004, los familiares de 14 obreros argentinos desaparecidos y 3 sobrevivientes presentaron una demanda en la Corte de San Francisco (California, Estados Unidos) por secuestro, tortura y desaparición forzada contra Mercedes-Benz.